# Бу Берглунд
Бу Берглунд (швед. Bo Berglund, нар. 6 квітня 1955, Онгерманланд) — колишній шведський хокеїст, що грав на позиції крайнього нападника. Грав за збірну команду Швеції.

## Ігрова кар'єра
Хокейну кар'єру розпочав на батьківщині 1973 року виступами за команду МОДО.
1983 року був обраний на драфті НХЛ під 232-м загальним номером командою «Квебек Нордікс», у 1975 (аматорський драфт) під 140-м загальним номером клубом «Бостон Брюїнс» . 
Протягом професійної клубної ігрової кар'єри, що тривала 18 років, захищав кольори команд МОДО, «Юргорден», «Квебек Нордікс», «Міннесота Норт-Старс», «Філадельфія Флаєрс» та АІК.
Загалом провів 139 матчів у НХЛ, включаючи 9 ігор плей-оф Кубка Стенлі.
Був гравцем молодіжної збірної Швеції, у складі якої брав участь у 10 іграх. Виступав за дорослу збірну Швеції, провів 24 гри в її складі.

## Нагороди та досягнення
- Чемпіон Швеції в складі «Юргорден» — 1983.
- Бронзовий призер Олімпійських ігор — 1980, 1988.

## Статистика

### Клубні виступи
| Сезон              | Клуб                   | Ліга               | Регулярний сезон | Регулярний сезон | Регулярний сезон | Регулярний сезон | Регулярний сезон | Плей-оф | Плей-оф | Плей-оф | Плей-оф | Плей-оф |
| Сезон              | Клуб                   | Ліга               | І                | Г                | П                | О                | ШХ               | І       | Г       | П       | О       | ШХ      |
| ------------------ | ---------------------- | ------------------ | ---------------- | ---------------- | ---------------- | ---------------- | ---------------- | ------- | ------- | ------- | ------- | ------- |
| 1973–74            | МОДО мол.              | Ю20                | 14               | 6                | 4                | 10               | 12               | 14      | 5       | 6       | 11      | 14      |
| 1974–75            | МОДО                   | Швеція-1           | 26               | 15               | 17               | 32               | 16               | 2       | 2       | 2       | 4       | 14      |
| 1975–76            | МОДО                   | Елітсерія          | 35               | 16               | 19               | 35               | 43               | —       | —       | —       | —       | —       |
| 1976–77            | МОДО                   | Елітсерія          | 33               | 17               | 21               | 38               | 30               | 4       | 3       | 2       | 5       | 0       |
| 1977–78            | «Юргорден»             | Елітсерія          | 15               | 7                | 5                | 12               | 6                | —       | —       | —       | —       | —       |
| 1978–79            | «Юргорден»             | Елітсерія          | 36               | 23               | 13               | 36               | 46               | 6       | 2       | 3       | 5       | 14      |
| 1979–80            | «Юргорден»             | Елітсерія          | 36               | 20               | 17               | 37               | 50               | —       | —       | —       | —       | —       |
| 1980–81            | «Юргорден»             | Елітсерія          | 31               | 13               | 9                | 22               | 64               | —       | —       | —       | —       | —       |
| 1981–82            | «Юргорден»             | Елітсерія          | 34               | 16               | 36               | 52               | 58               | —       | —       | —       | —       | —       |
| 1982–83            | «Юргорден»             | Елітсерія          | 32               | 19               | 13               | 32               | 66               | 8       | 5       | 1       | 6       | 8       |
| 1983–84            | «Квебек Нордікс»       | НХЛ                | 75               | 16               | 27               | 43               | 20               | 7       | 2       | 0       | 2       | 4       |
| 1984–85            | «Квебек Нордікс»       | НХЛ                | 12               | 4                | 1                | 5                | 6                | —       | —       | —       | —       | —       |
| 1984–85            | «Міннесота Норт-Старс» | НХЛ                | 33               | 6                | 9                | 15               | 8                | 2       | 0       | 0       | 0       | 2       |
| 1984–85            | «Спрингфілд Індіанс»   | АХЛ                | 3                | 1                | 2                | 3                | 0                | —       | —       | —       | —       | —       |
| 1985–86            | «Міннесота Норт-Старс» | НХЛ                | 3                | 2                | 0                | 2                | 2                | —       | —       | —       | —       | —       |
| 1985–86            | «Спрингфілд Індіанс»   | АХЛ                | 3                | 0                | 1                | 1                | 2                | —       | —       | —       | —       | —       |
| 1985–86            | «Філадельфія Флаєрс»   | НХЛ                | 7                | 0                | 2                | 2                | 4                | —       | —       | —       | —       | —       |
| 1985–86            | «Герші Берс»           | АХЛ                | 43               | 17               | 28               | 45               | 40               | 16      | 7       | 10      | 17      | 17      |
| 1986–87            | АІК                    | Швеція-2           | 28               | 26               | 24               | 50               | 36               | —       | —       | —       | —       | —       |
| 1987–88            | АІК                    | Елітсерія          | 39               | 25               | 31               | 56               | 44               | 5       | 3       | 4       | 7       | 4       |
| 1988–89            | АІК                    | Елітсерія          | 33               | 11               | 17               | 28               | 42               | 1       | 0       | 0       | 0       | 0       |
| 1989–90            | АІК                    | Елітсерія          | 24               | 5                | 11               | 16               | 20               | —       | —       | —       | —       | —       |
| Усього в НХЛ       | Усього в НХЛ           | Усього в НХЛ       | 130              | 28               | 39               | 67               | 40               | 9       | 2       | 0       | 2       | 6       |
| Усього в Елітсерії | Усього в Елітсерії     | Усього в Елітсерії | 348              | 172              | 192              | 364              | 469              | 24      | 13      | 10      | 23      | 24      |

### Збірна
| Рік                | Команда            | Турнір             | І  | Г | П  | О  | ШХ |
| ------------------ | ------------------ | ------------------ | -- | - | -- | -- | -- |
| 1974               | Швеція             | ЮЧЄ                | 5  | 3 | 6  | 9  | 4  |
| 1974               | Швеція             | МЧС                | 5  | 1 | 4  | 5  | 0  |
| 1980               | Швеція             | ОІ                 | 7  | 1 | 3  | 4  | 4  |
| 1988               | Швеція             | ОІ                 | 8  | 4 | 4  | 8  | 4  |
| 1989               | Швеція             | ЧС                 | 9  | 4 | 0  | 4  | 4  |
| Молодіжна збірна   | Молодіжна збірна   | Молодіжна збірна   | 10 | 4 | 10 | 14 | 4  |
| Національна збірна | Національна збірна | Національна збірна | 24 | 9 | 7  | 16 | 12 |